# Placca delle Filippine

La placca delle Filippine in rosso sulla sinistra.

La placca delle Filippine è una delle placche tettoniche  della litosfera terrestre, situata al di sotto dell'Oceano Pacifico e a est delle Filippine. Una vasta porzione delle Filippine, inclusa la parte settentrionale di Luzon (l'isola più importante dell'arcipelago), fa parte della cintura mobile delle Filippine, che è geologicamente e tettonicamente separata dalla placca delle Filippine.
Ad est è delimitata dalla fossa delle Marianne, una zona di subduzione data dall'incontro della placca delle Filippine con la placca pacifica. A ovest è localizzata la placca euroasiatica, a sud, in parte, la placca indo-australiana, a nord la placca nordamericana. La penisola di Izu, in Giappone, rappresenta l'estrema punta settentrionale della placca delle Filippine. A nord la placca delle Filippine incontra la placca di Ochotsk nella fossa di Nankai.